# 里 (朝鮮の行政区画)
里（り）は、朝鮮の行政区画の一つ。

## 朝鮮王朝の里
朝鮮王朝時代の里は、いくつかの自然集落が集まった自然村を指した。

## 日本統治下の里
朝鮮王朝末期から日本統治下にかけて、行政上の便宜を図るために里の再編が行われた。
府および人口における日本人の比率が高い邑（1931年までは指定面）においては洞・町が置かれた。里のある地域が府に昇格・編入された場合、従来の里は洞・町に改称された。

## 大韓民国の里
大韓民国の里は、最末端の地方行政区画の一つ。長らく郡部の邑・面の下に置かれるものであったが（なお、一部地域では邑・面の下位行政区画は「里」ではなく「洞」と呼ばれていたが、1988年の地方自治法の施行により「里」に改称された）、1994年の地方自治法改正により、都農複合形態市では一つの市の中に洞と里がともに存在するようになった。
洞と同様に、法定里と行政里の2種類が重複的に存在する（洞を参照）。行政里は日本の町村の行政区に相当する。
軍事境界線（非武装地帯）に接する部分の里は無人里（無住地）になっている。

## 朝鮮民主主義人民共和国の里
朝鮮民主主義人民共和国の里は、最末端の行政区画の一つである。基本的に、市街地に洞、郊外部および郡に里が置かれている。
1952年の制度改正により、労働者が集住する洞・里のいくつかは「労働者区」に編成された。

## 里の発音
「里」が地名の接尾辞として使われる時、パッチムの後で「リ」ではなく「ニ」と発音する場合が多い。特に「里」の前の地名の部分は「ㄴ」で終わる場合、「ㄴㄴ」と発音する派と「ㄹㄹ」と発音する派がある（発音規則によると、地名と「里」の間に境界があると見なす場合は「ㄴㄴ」と発音し、「〇〇里」を1つの塊として認識する場合は広寒楼、大関嶺と同様に「ㄹㄹ」で発音する）。
韓国の国立国語研究院（現・国立国語院の前身）の崔惠媛によると、「老斤里」（노근리）「唐人里」（당인리）「一山里」（일산리）「花田里」（화전리）のような名称の部分がある場合、「老斤」「唐人」「一山」「花田」のような名称の部分が単独でも同地域を指すと見なされるため、地名と「里」の間に境界があり、それぞれ「ノグンニ」（노근니）「タンインニ」（당인니）「イルサンニ」（일산니）「ファジョンニ」（화전니）と発音する。一方、「県里」（현리）の場合は「県」の部分のみが同地域を指すことを認められないため、「ヒョルリ」（혈리）と発音する。ただし、国立国語院の一般読者の質問に対する回答によると、地名が辞典に登録されない場合が多く、そのため標準発音を知ることはできないとされる。